# Battlebowl
Battlebowl fu un pay-per-view di wrestling prodotto dalla World Championship Wrestling. Si svolse il 20 novembre 1993 presso il Pensacola Civic Center di Pensacola, Florida.
L'evento era costituito interamente dal "BattleBowl Tournament", dove il primo round consisteva in otto tag team match tra estemporanee coppie di lottatori sorteggiati attraverso la "Lethal Lottery". I membri dei team vittoriosi si qualificavano alla BattleBowl battle royal del main event.
La WCW aveva già in passato utilizzato il format della Battlebowl in occasione dei ppv Starrcade 1991 e Starrcade 1992, optando poi di farne un evento a sé stante nel 1993 dopo aver aumentato il numero degli show in pay-per-view di quell'anno. Il concetto della BattleBowl venne nuovamente riutilizzato per l'evento Slamboree 1996. La WCW chiuse i battenti nel 2001 e tutti i diritti dei loro programmi televisivi furono acquisiti dalla WWE, incluso BattleBowl.

## Risultati
| N. | Match | Stipulazione            | Durata |
| -- | --- | ----------------------- | ------ |
| 1  | Vader & Cactus Jack (con Harley Race) sconfiggono Charlie Norris & Kane                                                     | Tag team match          | 07:34  |
| 2  | Brian Knobbs & Johnny B. Badd (con Missy Hyatt) sconfiggono Erik Watts & Paul Roma                                          | Tag team match          | 12:56  |
| 3  | The Shockmaster & Paul Orndorff (con The Masked Assassin) sconfiggono Ricky Steamboat & Lord Steven Regal (con Sir William) | Tag team match          | 12:26  |
| 4  | King Kong & Dustin Rhodes sconfiggono The Equalizer & Awesome Kong                                                          | Tag team match          | 05:55  |
| 5  | Sting & Jerry Sags (con Missy Hyatt) sconfiggono Ron Simmons & Keith Cole                                                   | Tag team match          | 13:14  |
| 6  | Ric Flair & Steve Austin (con Col. Robert Parker & Fifi) sconfiggono 2 Cold Scorpio & Maxx Payne                            | Tag team match          | 14:31  |
| 7  | Rick Rude & Shanghai Pierce sconfiggono Tex Slazenger & Marcus Bagwell                                                      | Tag team match          | 14:50  |
| 8  | Road Warrior Hawk & Rip Rogers sconfiggono Davey Boy Smith & Kole                                                           | Tag team match          | 07:55  |
| 9  | Vader vince la 16-man battle royal eliminando per ultimo Sting                                                              | BattleBowl battle royal | 25:33  |

Altre personalità presenti
| Ruolo          | Nome:                 |
| -------------- | --------------------- |
| Commentatori   | Tony Schiavone        |
| Commentatori   | Jesse Ventura         |
| Arbitri        | Randy Anderson        |
| Arbitri        | Nick Patrick          |
| Intervistatore | "Mean" Gene Okerlund  |
| Annunciatore   | Gary Michael Cappetta |

## Conseguenze
Con la vittoria di Vader a Clash of the Champions XXV, e la loro interazione nel main event, Ric Flair sfidò Vader per il titolo WCW World Heavyweight Championship. "Nature Boy" Ric Flair sconfisse Vader nel main event di Starrcade 1993 aggiudicandosi la cintura.
Dopo che Regal aggredì Steamboat durante il loro match, Steamboat sfidò Lord Steven Regal a un incontro per il WCW World Television Championship da disputarsi a Starrcade. Il match terminò in pareggio dopo 15 minuti per limite di tempo massimo. In virtù del risultato, Regal mantenne il titolo.